# Vanishing Vision
『Vanishing Vision』（ヴァニシング・ヴィジョン）は、日本のバンド、X（現・X JAPAN）の1枚目のアルバム。

## 解説
1988年4月にエクスタシーレコードより発売。当初はLP (EXL-001) で発売され、後にCD (EXC-001) 化と5000枚限定のピクチャーレーベル盤（LP）も発売された。ピクチャーレーベル盤には「Stab Me In The Back」の1988年の京都スポーツバレーでのライブ音源が収録されたソノシートが付属しており、後に『PERFECT BEST』に収録された。
初回盤CDはアメリカ製で、ミニ写真集が付属していた。歌詞カードはLP盤のものを流用している。また、2000年9月13日にはワーナーミュージック・ジャパンより復刻盤(XXC-1001)が発売されたが、リマスタリングはされていない（現在は廃盤）。

## 録音
1987年8月にビデオテープ「Exclamation」を配布した頃から、アルバムのレコーディングを考えていた。しかしオリジナル楽曲のクオリティの低さ・メンバー達の実力不足から、なかなか踏み切れなかった。
最初はYOSHIKIのピアノ・ドラムパートのレコーディングが行われたが、予定時間がオーバーした。ドラムパートの録音は1日で終わらせる予定だったが、最終的に準備込みで4日・正式な録音に至っては2日間のみだった。1回録り終わってベースまで重ねて、TAIJIが気に入っていたのに、YOSHIKIが気に入らずに没にして、最初からやり直したこともあった。HIDEは腱鞘炎になってしまい、TOSHIは声が出なくなる等終始スランプでハマった作業だった。
常に「今日中に録り終えないと明日のスタジオ代をまかなえない」という状況でやっていたので、全ての作業が終わった後にYOSHIKIは「レコーディングなんて嫌いだ」とハッキリ言い切った。

## 音楽性とテーマ
アルバムタイトルは、「幻影が消えていく」という意味を込めてあり、当時は色物バンドと見られていた今までのXの表面的なイメージが消えて、新たな核が見えてくる状況を表現した。
メンバー毎に異なる様々なコンセプトが用意された。
YOSHIKI「人間の生き方・感情・喜怒哀楽の部分とドラマ性を持った映画の様なアルバム」「人間の悲しみ・錯乱状態・発狂した時のイメージを切り取る」「ノリを失わずに、メロディアスに作る」
HIDE「聞き流すのではなく、じっくり詞を見ながら聴かせ、聞き終わった後に体を重くする」
TOSHI「全体的にも、1曲毎にも、涙を流せて、胸も打たれるドラマ」
PATA「速い曲から踊れる曲まで、バラエティに富んだアルバム」
TAIJI「ドラマティック・喜怒哀楽」

## アートワーク
ボンデージ風の服を着た女性（バストアップのみで顔は見えない）が両腕を有刺鉄線で縛られ、背後から片方の胸（両胸とも乳輪が露出している）を揉まれたうえに、胸の中央にナイフで「X」の文字の大きな傷を付けられているという、過激なグラフィックが描かれている。
画家の西口司郎によるこのグラフィックは、収録曲「SADISTIC DESIRE」の歌詞をモチーフにし、メンバーが原案を出したうえで頼んだものである。
iTunesをはじめとする音楽配信サイトでは、白地に「X」の文字が黒く書かれているシンプルなデザインに変更されている。

## 批評
YOSHIKIは「演奏はまだまだ未熟だし、楽曲そのものも納得いかなかった面もある。だけど、メンバーがそれぞれ各自思い入れを込めて、音を出した。1音1音に思い入れがある」「最初で最後の、音楽だけに真正面から向き合ったアルバム」と振り返っている。

## チャート成績
初動1万枚以上と、当時のインディーズとしては記録的なセールスを上げ、インディーズ・レーベルながらメジャー・チャートにランクインを果した日本史上初のアルバムとなった。最終的な累計売上は41万枚を超えた。

## 帯のキャッチコピー
LP (EXL-001)
五感を切り裂くXの狂気! 待望のファーストアルバム・リリース
CD (EXC-001)
メタルインディーズ最大の売上げを誇った怒涛の名盤 ついにCDでリリース
CD (XXC-1001 及び再発版EXC-001)
五感を切り裂くXの狂気!　インディーズ最大の売上げを誇る怒涛の名盤CDで復活

## 収録曲
| 全編曲: X。 |                          |           |              |       |
| #           | タイトル                 | 作詞      | 作曲         | 時間  |
| 1.          | 「DEAR LOSER」           |           | TAIJI        | 2:27  |
| 2.          | 「VANISHING LOVE」       | YOSHIKI   | YOSHIKI      | 6:01  |
| 3.          | 「PHANTOM OF GUILT」     | TOSHI     | TAIJI        | 5:18  |
| 4.          | 「SADISTIC DESIRE」      | YOSHIKI   | HIDE         | 6:09  |
| 5.          | 「GIVE ME THE PLEASURE」 | YOSHIKI   | TAIJI & HIDE | 2:57  |
| 6.          | 「I'LL KILL YOU」        | YOSHIKI   | YOSHIKI      | 3:29  |
| 7.          | 「ALIVE」                | YOSHIKI   | YOSHIKI      | 8:24  |
| 8.          | 「KURENAI」              | YOSHIKI   | YOSHIKI      | 5:46  |
| 9.          | 「UN-FINISHED...」       | YOSHIKI   | YOSHIKI      | 1:32  |
| 合計時間:   | 合計時間:                | 合計時間: | 合計時間:    | 42:03 |

## 曲解説
1. DEAR LOSER
このアルバムのオープニングを飾るインスト曲。
TAIJIのコンセプトは「これから始まる過激なサウンドを予告するオープニングナンバー」「何かが徐々に襲ってくるかんじ」を志向し、斑尾高原にメンバーが合宿に行った時に目にした風景から思いついた[2]。
YOSHIKIのイメージは「雄大な原野に大風が吹き荒れて、そこからXのメンバーが生まれた」と出した[2]。
サンプリングによるヒューマンボイスで凄みを演出した[2]。
後半部のパームミュートを生かした単音メロディのアルペジオパートはHIDEが作ったもので、レコーディングでも当初HIDEが弾く予定であったが、アルバムのレコーディング中に腱鞘炎を患い、「このフレーズを弾くのはしんどい」という事で、PATAが代わりに弾く事となった。
1987年から1992年まで演奏（S.E含む）。
アルバム発売前後のライブでは、オープニングS.Eとして使用されていた（1987～1988年頃は直に演奏していたこともある）。1992年の『破滅に向かって（2日目）』においても、オープニングとして使われた。
2. VANISHING LOVE
YOSHIKIは「ジェラシーを抱いているけど、それを表さないで強がっている。でも、やっぱり最後には本音をさらけ出してしまうという人間の弱さ」をメインテーマにした[2]。
メロディの構成は「基本はキャッチー」「イントロはパワーメタルだけど、途中できれいなツインギターが流れて、メロディも雄大になる」「速い中にも難しいオカズを数多く入れて、注意深く聞くとびっくりする」様にしている[2]。
歌詞は英語と日本語が混合している。TOSHIは「日本語訳した後に通して聞くと、面白おかしい内容。ただ暴力的なだけじゃない」と評している[2]。
ギターパートも「ツインギターから始まって、ソロになった後、またツインギターになる」という構成だったため、HIDEは速さよりもメロディを重視した[2]。
TAIJIは「今まではルート弾きの速い曲が多かったが、この曲では、ツインギターによる2つのメロディ・ボーカルのメロディの中間に裏メロディみたいなフレーズを入れることができた」と気に入っている[2]。
1987年から1992年まで演奏。
アルバム発売前後のライブでは、オープニングナンバーとして演奏された。だが、メジャー1stアルバム『BLUE BLOOD』発売以降は演奏機会が減り、1992年『破滅に向かって（2日目）』で演奏されたのが最後である。
なお、ライブではショートカットバージョンで演奏されることが多かった。
3. PHANTOM OF GUILT
TOSHIは「人間の心の葛藤の世界」を歌詞にしている[2]。
今までのXでは作られなかった16ビートのフュージョンらしい、ダンサブルなノリの曲[2]。
TAIJIとYOSHIKIはなるべくへヴィメタルらしい演奏はしない様に心掛けた。しかし、「やはり俺達は何やってもXだ」と2人は思った[2]。
1987年から1992年まで演奏。
「EASY FIGHT RAMBLING」の登場後は演奏機会が減り、「VANISHING LOVE」と共に1992年『破滅に向かって（2日目）』以降は演奏されていない。
4. SADISTIC DESIRE
1988年から1996年まで演奏。
横須賀サーベルタイガーの楽曲「SADISTIC EMOTION」を、Xの楽曲としてリメイクした[2]。
アルバムの収録曲を決める時に、HIDEが候補として出したら、そのままやってみることになった[2]。
詞の内容については当時傾倒していたデヴィッド・リンチ監督の映画『ブルーベルベット』に触発された上で書き上げた。テーマは「残虐なセックス」「ただのセックスでは満足できなくなって、お互いの体を傷つけ合いながら愛し合って、遂に殺してしまった後で、やはり涙が出てきてしまった」という悲しさを書いている[2]。
TAIJIが珍しく、指でベースソロを弾いている[2]。
TOSHIは歌詞の主人公になりきって、カリスマとしての気分で歌った[2]。
PATAは「ポップだけど、やってることはとても複雑」と評している[2]。
前期から後期と長期にかけて、コンサートの主に2番目あるいは3番目に演奏された。
1991年にリメイクされ、シングル「Silent Jealousy」のカップリングとして収録されている。
年を重ねていくにつれてこのアルバム収録曲のほとんどが演奏されなくなっていくが、この曲は後期となった1996年頃になっても演奏されていた。1996年3月13日の公演を最後に演奏されていない。
5. GIVE ME THE PLEASURE
フュージョンナンバー[2]。
TAIJIがたまたまニュースで見た殺人事件をモチーフとしており、「殺人事件の悲惨な情景」を思い起こさせる様にした[2]。
ベースは全編チョッパーで構成され、ドラムパートはティンバレス・カウベルを被せて民族音楽らしくし、ギターのコード進行も7thのみが使われた[2]。
歌詞は「精神の快楽は何か?」という内面的な内容となった[2]。
声のパートは全てYOSHIKIの朗読（全編英語）で表現された。
ライブでは1988年の演奏のみ。
6. I'LL KILL YOU
インディーズ時代にリリースされた1stシングル「I'LL KILL YOU」A面の同曲のリメイク。
シングル盤ではレコーディングで使用されたスタジオの状況も悪く、本楽曲も未完成という中で制作されたため、YOSHIKIがリメイクを希望した[2]。
歌詞は「人を殺す」ではなく、「殺したいほど嫉妬してしまった心境」をテーマにしている[2]。
シングル盤では無かったリフを新しく入れられた[2]。
テンポがシングル盤より速くなっているから、YOSHIKIは普通の精神状態では叩けず、他の曲を録っていて、それすらも上手く叩けなくて頭にきた時に何となく叩いたら、それがOKテイクになった。しかしTAIJIは「合わせるのが大変」と愚痴り、HIDEは「もう2度とやりたくない」と抗議された[2]。
YOSHIKIは「細かい所を気にしないで、ノリを楽しんでほしい」と語っている[2]。
1982年頃から1992年まで演奏。
メジャーデビュー後は演奏機会が減り、「VANISHING LOVE」と共に1992年『破滅に向かって（2日目）』以降は演奏されていない。 2009年の香港公演でToshlの「I'LL KILL YOU!」の掛け声でイントロ部分が演奏されたが、完奏はされなかった。
後にフランスのシンフォニックブラックメタルバンド、アノレクシア・ネルヴォサが2004年に、2018年には日本のヘヴィメタルバンドVOLCANOもカヴァーした。
7. ALIVE
1987年から1988年まで演奏。Xとしては初めて楽曲にピアノが取り入れられた。
デモテープ収録曲である「Endless Dream」以来のバラード曲である。
歌詞は「夢の中で生死の境に追い込まれ生きるか死ぬかで葛藤している時、ふと目を覚ましたら体中から血が流れていて、自分が生きていることを認識する」というストーリー仕立てになっている[2]。
ルートヴィヒ・ヴァン・ベートーヴェンの「月光」をアレンジしたフレーズが使われている[2]。
YOSHIKIはピアノパートはツーバスと絡む部分では、叩き割る様に弾いた。ドラムパートはスローテンポに慣れてなかったので難しかったという[2]。
HIDEはメロディアスに弾く様に心掛けた[2]。
TAIJIは曲の中に様々なリズムを入れた[2]。
TOSHIは「普通のバラードではない」と感じたため、本楽曲の世界に外から入り込む様に歌った[2]。
1997年12月にリリースされたバラードベストアルバム『BALLAD COLLECTION』にも収録されている。
なお、サビのキーの高さはX及びX JAPANの楽曲の中でも最高音であるhiEである（「紅」の最高音がhiD#）。その高音が続くためライブではメロディーを変えて歌われていることが多い。1988年のライブではキーを1つ上げて演奏されたこともあるが、当然最高音がhiFとなるところのメロディを変えられている。また『BLUE BLOOD』収録の「X」の最高音も同じくhiEであり（「すべて脱ぎ捨てろ」の部分）こちらもライブでは下げている。
ほとんどのライブではイントロはギターで演奏されていた。
8. KURENAI
HIDEが加入する1987年以前、1度はボツ曲扱いになり、ライヴでも演奏する事が無くなった曲だが、HIDEがこの曲を非常に気に入っており、YOSHIKIがX加入を打診した際、「紅のあのイントロを弾けるなら入ってもいい」と言ったため、再びセットリストに加わる事となった。
YOSHIKIは「アレンジが単純」と気に入らなかったため、メンバー全員でアレンジをやり直した[2]。
アレンジはTAIJI主導で行われ、最終的な仕上がりは海外の本場の音を意識し、ボーカルのメロディは日本人に好まれる様にした[2]。
歌詞は「表向きはラブソング、しかし実は主人公自身の精神の葛藤」をテーマにした[2]。
本楽曲のメロディの再構成にあたり「スピーディーなリズムに泣けるメロディを乗せる」ことを志向した[2]。
ドラムパートは早いノリを失わずに、複雑な叩き方をするようにした[2]。
ギターパートはHIDE・PATA共に同じメロディを弾いていない。元のメロディ重視で即興演奏はあまりやらず、カッティングは特に力を入れた[2]。
最終的にはメンバー全員の意見が反映されて、メンバー全員が気に入ったことから、音楽雑誌「ロッキンf」の付録ソノシートとして、「使用されたテイクはアルバム盤と全く同じ」「イントロがギターのアルペジオではなく、YOSHIKIのピアノから始まる」「日本語版と英語版を混合させている」「ミキシングのバランス面では低音を強調している」バージョンも製作された（CD化はされていない）[2]。
1987年から1988年まで演奏。
1987年に行われたCBSソニーのオーディションでも演奏されている。
英語ヴァージョン。ギターソロとイントロのアルペジオの部分の歌詞が多少違う以外はシングルと『BLUE BLOOD』収録のものとほぼ同じ。再結成後のWORLD TOURで演奏されているサビ以外英語のヴァージョンとは歌詞が異なる。
9. UN-FINISHED...
「KURENAI」が完成して、アルバム制作の終了直前にYOSHIKIが「エンディングテーマで飾りたい」と思って、スタジオで色々やっている内に本楽曲を思いついた[2]。
「Unfinished=未完成」と言う題名の意図通り、突然途切れて終わる演出になっている[2]。
YOSHIKIは「パワーメタル・スラッシュメタル系のバンドが本来やってはいけない、シカゴがやりそうな曲だけど、いざアルバムの最初から通して聴くと全然違和感ない。やってよかった」と語っている[2]。
1988年にS.Eとしてのみ使用。
1989年リリースのアルバム『BLUE BLOOD』では、この曲の完成形である「Unfinished」が収録されている。

## パーソネル
| - ミキシング・エンジニア：             | 鎮西正憲、沢村光 |
| - レコーディング・エンジニア：         | 沢村光           |
| - アシスタント・エンジニア：           | 吉野彰典         |
| - デジタル・マスタリング・エンジニア： | 田中三一         |

## カバー
I'LL KILL YOU
- アノレクシア・ネルヴォサ
2004年発売の4thアルバム『Redemption Process』日本盤ボーナス・トラック、『The September EP』に収録。
- VOLCANO
2018年発売のカバーアルバム『IRREGULAR』に収録。